# Saint-Genest-sur-Roselle
 Saint-Genest-sur-Roselle  (en occitano Sent Giniés) es una población y comuna francesa, situada en la región de Lemosín, departamento de Alto Vienne, en el distrito de Limoges y cantón de Pierre-Buffière.

## Demografía
| 439 | 427 | 346 | 361 | 393 | 385 | 450 |
| Para los censos de 1962 a 1999 la población legal corresponde a la población sin duplicidades (Fuente: INSEE [Consultar]) |     |     |     |     |     |     |